# FS1 Flight Simulator
FS1 Flight Simulator  est un jeu vidéo de simulation de vol développé par Bruce Artwick et publié par SubLogic en 1980 pour Apple II et pour TRS-80.

## Développement
Bruce Artwick et Stu Moment, les créateurs du jeu, se rencontrent au début des années 1970 au campus de l’université de l’Illinois. Bruce Artwick y étudie l’informatique et l’électronique et Stu Moment y fait ses études de pilote à l’institut d’aviation de l’université. Passionné de matériel informatique, plus que de programmation, Bruce Artwick fabrique à l’époque son premier ordinateur avant de travailler, pour sa thèse, à un projet de simulateur de vol en temps réel sur un ordinateur central PDP-11. Avec Stu Moment, ils créent une société début 1977, qu’ils baptisent SubLogic. Ils produisent des modules graphiques et des logiciels pilotes (drivers) pour des machines relativement confidentielles, avant de publier en 1978 des logiciels pour des machines bénéficiant d’une diffusion plus large comme le TRS-80 et l’Apple II. Pour se consacrer à ce projet, Bruce Artwick quitte en juin 1979 le poste qu’il occupe depuis sa sortie de l’université et revient à Champaign-Urbana. Cinq mois plus tard, SubLogic publie son premier programme pour l’Apple II, A2-3D1 Graphics Package. Trois mois après, ils publient FS1 Flight Simulator, sur Apple II et TRS-80, dont les ventes décollent. Il s’impose alors comme un des jeux sur Apple II les plus populaires et en juin 1982, il dépasse les 30 000 copies vendues.

## Postérité
En 1982 SubLOGIC a vendu à Microsoft une licence pour l'IBM PC avec graphiques CGA qui sortit sous le nom de Microsoft Flight Simulator 1.00.